# Hobartius eucalypti
Hobartius eucalypti is een keversoort uit de familie Hobartiidae. De wetenschappelijke naam van de soort is voor het eerst geldig gepubliceerd in 1892 door Blackburn.